# Starszy porucznik
Starszy  porucznik, starszy lejtnant (ros. Старший лейтенант) – stopień wojskowy w siłach zbrojnych wielu państw świata, wyższy od porucznika i niższy od kapitana. Zazwyczaj oznaczany trzema, rzadziej dwoma gwiazdkami na pojedynczej belce. Nie ma odpowiednika w Wojsku Polskim.

## Galeria

(Wojska Lądowe Armenii)
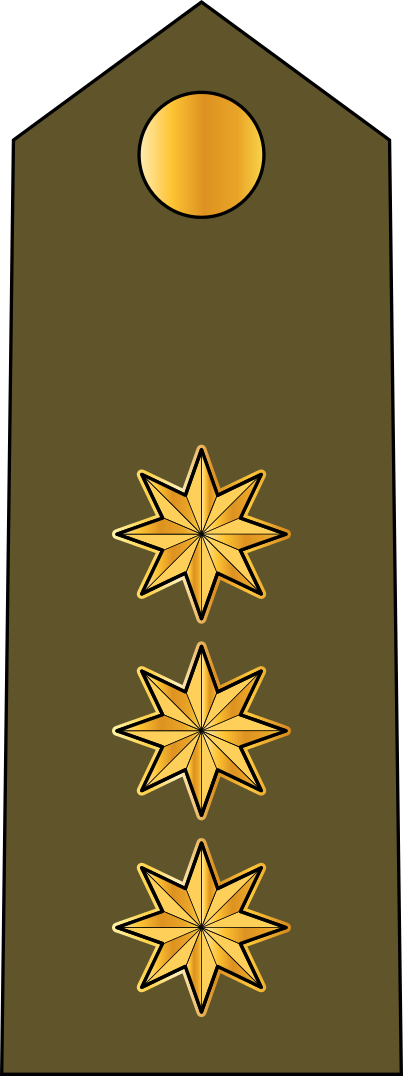
(Wojska Lądowe Azerbejdżanu)
(Wojska Lądowe Białorusi)
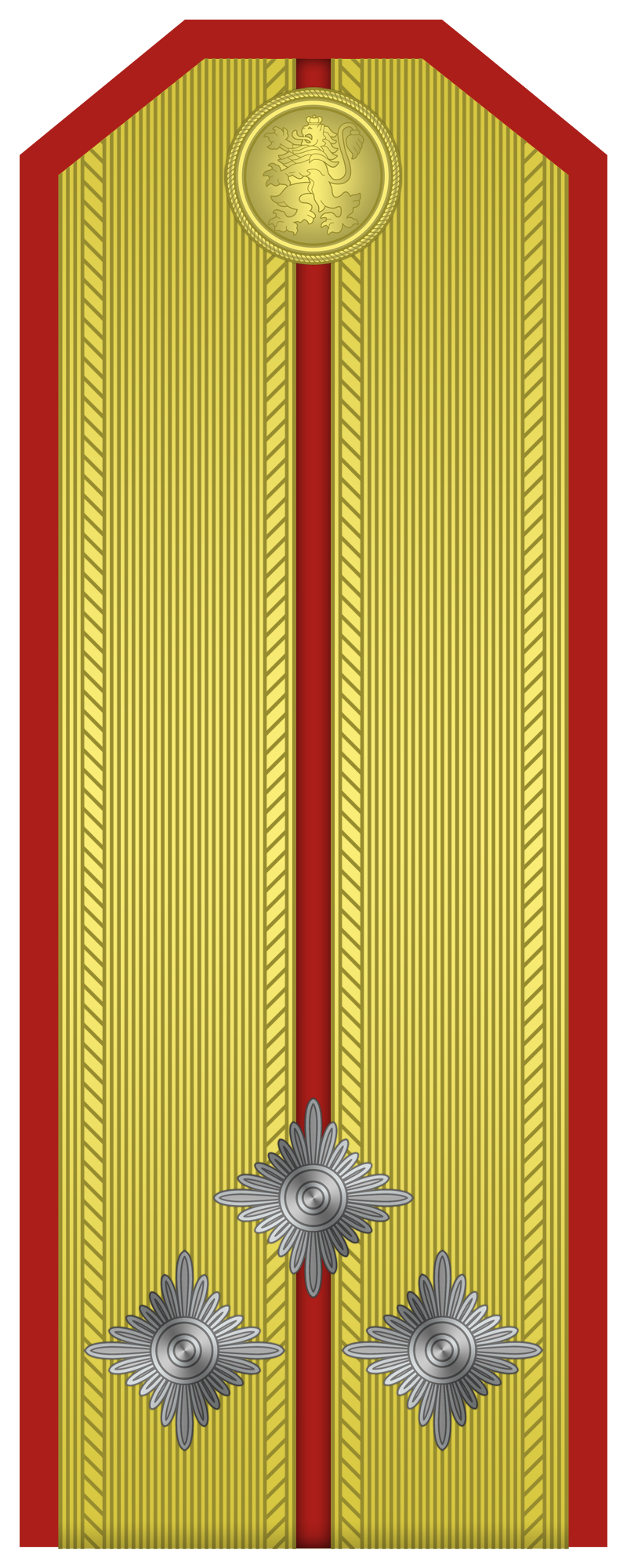
(Wojska Lądowe Bułgarii)
(Hrvatska kopnena vojska)
(Pozemní síly)
(Maavoimat)
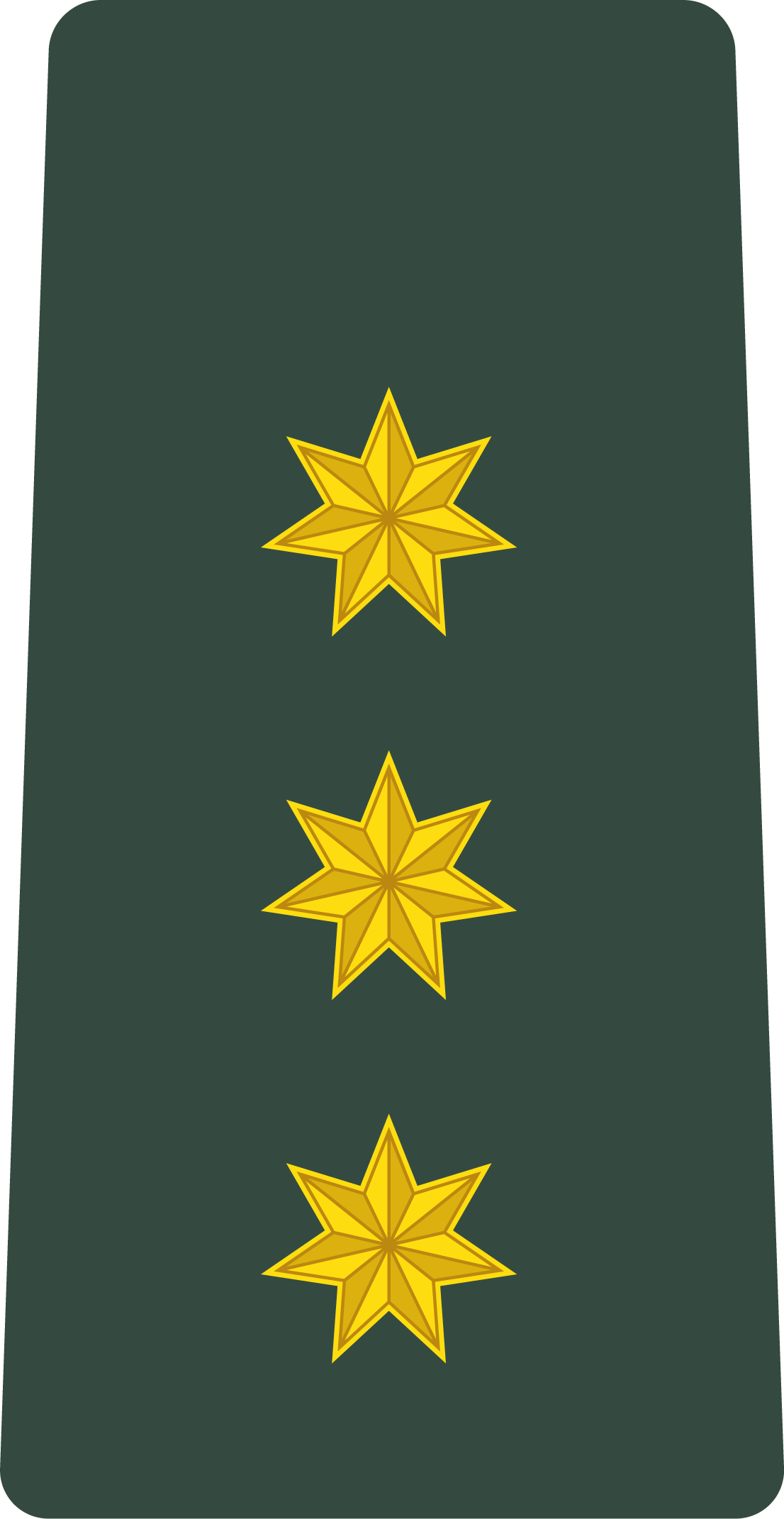
(Wojska Lądowe Gruzji)
(Wojska Lądowe Kazachstanu)
(Wojska Lądowe Kirgistanu)
(Lietuvos kariuomenės Sausumos pajėgos)
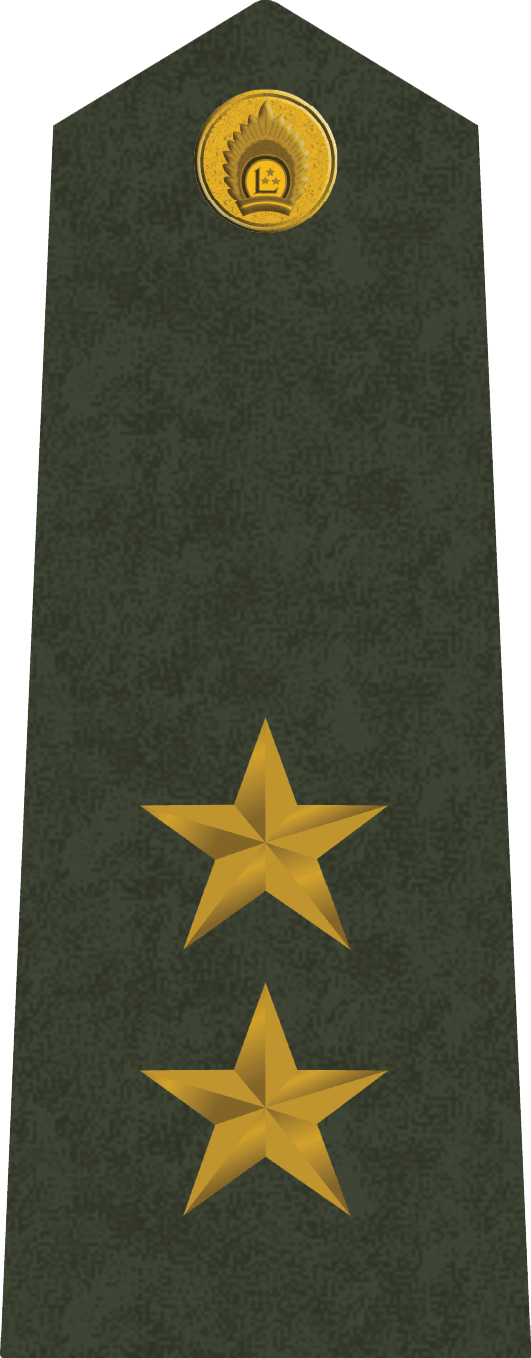
(Latvijas Sauszemes spēki)
(Wojska Lądowe Mongolii)
(Wojska Lądowe Federacji Rosyjskiej)
(Pozemné sily)
(Wojska Lądowe Słowenii)
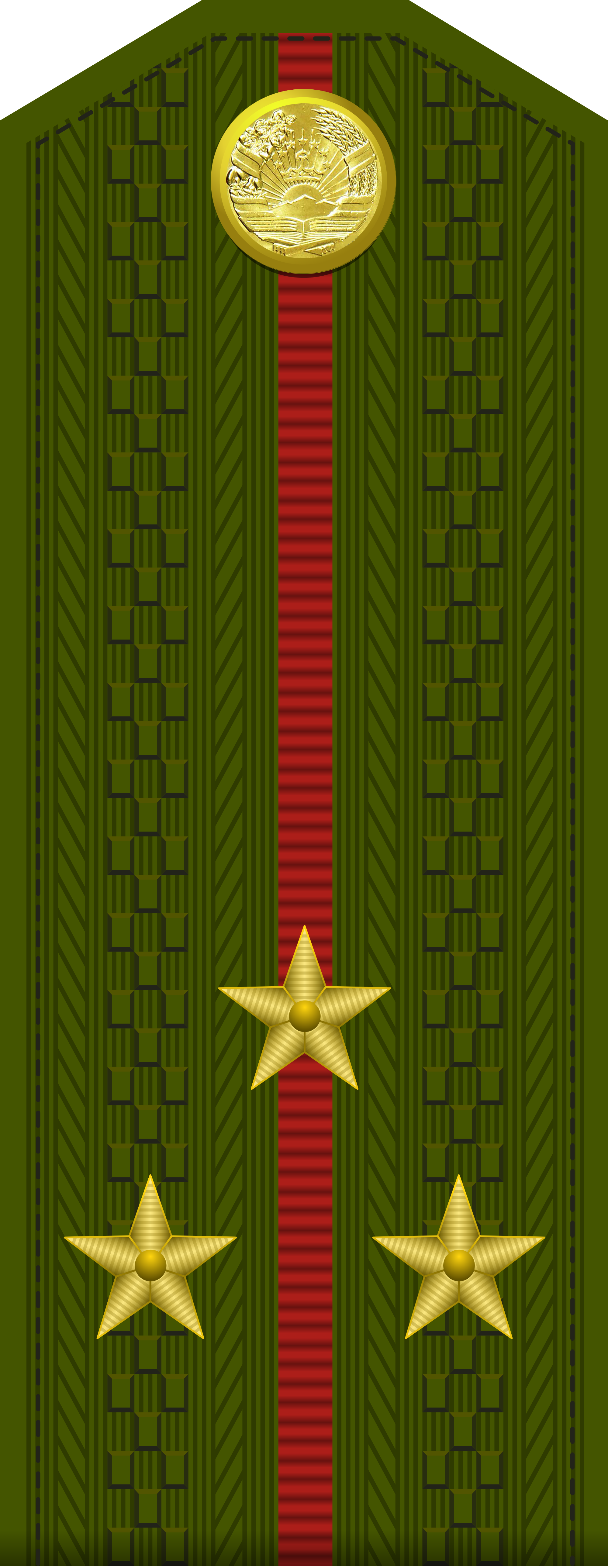
(Wojska Lądowe Tadżykistanu)
(Wojska Lądowe Turkmenistanu)
(Wojska Lądowe Ukrainy)
(Wojska Lądowe Uzbekistanu)
(Wojska Lądowe Węgier)

- orm. ավագ լեյտենանտ
orm. Avag leytenant
(Wojska Lądowe Armenii)[1]
- azer. Baş leytenant
(Wojska Lądowe Azerbejdżanu)[2]
- biał. Старшы лейтэнант
biał. Starszy liejtenant
(Wojska Lądowe Białorusi)[3]
- bułg. Старши лейтенант
bułg. Starszi liejtienant
(Wojska Lądowe Bułgarii)[4]
- chorw. Natporučnik
(Hrvatska kopnena vojska)[5]
- cz. Nadporučík
(Pozemní síly)[6]
- fiń. Yliluutnantti
szw. Premiärlöjtnant
(Maavoimat)[7]
- gruz. უფროსი ლეიტენანტი
gruz. Uprosi leit’enant’i
(Wojska Lądowe Gruzji)[8]
- kaz. Аға лейтенант
kaz. Ağa leytenant
(Wojska Lądowe Kazachstanu)[9]
- kirg. Улук лейтенант
kirg. Uluk leytenant
(Wojska Lądowe Kirgistanu)[10]
- lit. Vyresnysis leitenantas
(Lietuvos kariuomenės Sausumos pajėgos)[11]
- łot. Virsleitnants
(Latvijas Sauszemes spēki)[12]
- mong. Ахлах дэслэгч
mong. Akhmad deslegch
(Wojska Lądowe Mongolii)[13]
- ros. Старший лейтена́нт
ros. Starszyj liejtienant
(Wojska Lądowe Federacji Rosyjskiej)[14]
- słow. Nadporučík
(Pozemné sily)[15]
- słoweń. Nadporočnik
(Wojska Lądowe Słowenii)[16]
- tadż. Лейтенанти калон
tadż. Lejtenanti kalon
(Wojska Lądowe Tadżykistanu)[17]
- turkm. Uly leýtenant
(Wojska Lądowe Turkmenistanu)[18]
- ukr. Старший лейтенант
ukr. Starszyj łejtenant
(Wojska Lądowe Ukrainy)[19]
- uzb. Katta leytenant
(Wojska Lądowe Uzbekistanu)[20]
- węg. Főhadnagy
(Wojska Lądowe Węgier)[21]